# Signal logique
Un signal logique est un signal physique qui ne peut prendre que deux valeurs, un niveau haut (en anglais "high" = "H"), et un niveau bas (en anglais "low" = "L"). Les signaux logiques sont le plus couramment électriques, mais ils peuvent aussi être lumineux ou sonores.

## Forme d'onde des signaux logiques

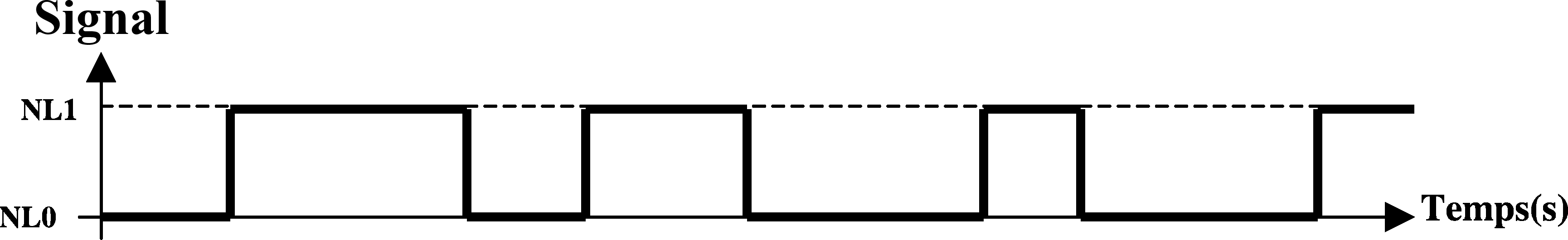
Signal logique en fonction du temps

Dans les ordinateurs et d'autres systèmes numériques, une forme d'onde qui alterne entre deux niveaux de tension représentant les deux états d'une valeur booléenne (0 et 1) est désigné comme un signal logique. Pour tout ce qui concerne la logique combinatoire ces deux niveaux suffisent.

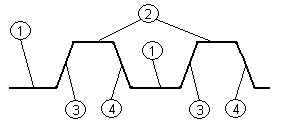
Forme d'onde de signal logique : (1) niveau bas, (2) niveau haut, (3) front montant, (4) front descendant.

La figure ci-contre représente un signal logique et permet d'introduire deux nouveaux termes :
- Front montant, qui est le passage de l'état bas du signal à l'état haut
- Front descendant, qui est le passage de l'état haut du signal à l'état bas

Ces fronts sont utilisés en logique séquentielle. Le signal d'horloge est un signal logique particulier qui est utilisé pour synchroniser les circuits numériques (logique séquentielle). Les évolutions du système sont déclenchées soit par le front montant soit par le front descendant de ce signal.
Bien que dans un modèle très simplifié et idéalisé d'un circuit numérique on peut souhaiter que ces transitions se produisent instantanément, aucun circuit du monde réel n'est capable de changer instantanément les niveaux de tension. Cela signifie que pendant une période de transition déterminée de courte durée, la sortie peut ne pas refléter correctement l'entrée, et même peut ne pas correspondre soit à une tension de niveau logique haut ou bas.

## Niveau de tension logique
Les deux états d'une connexion sont généralement représentés par une grandeur électrique. La tension est la plus courante, mais le courant est utilisé dans certains cas.
Dans le cas de la tension, des zones sont définies pour indiquer si on a affaire à un niveau haut de tension (1 logique) ou à un niveau bas (0 logique), voir le graphique ci-dessous.

## Codification

### Le signal d'horloge dans les tables de vérité
Dans une table de vérité, pour indiquer que le changement se fait sur un front on utilise :
|  | pour un front montant    |
|  | pour un front descendant |

### Sur les entrées des circuits intégrés
Sur les symboles des composants électroniques, on identifie une entrée valide sur un front de la façon suivante :
|  | pour un front montant    |
|  | pour un front descendant |